# Nabis alternatus
Nabis alternatus är en insektsart som beskrevs av Parshley 1922. Nabis alternatus ingår i släktet Nabis och familjen fältrovskinnbaggar.

## Underarter
Arten delas in i följande underarter:
- N. a. alternatus
- N. a. uniformis